# 1975年整顿
1975年整顿，又称全面整顿、1975年全面整顿，是1975年邓小平在中華人民共和國所推動的一連串整顿工作。
1975年1月，第四届全国人民代表大会第一次会议在北京召开後，鄧小平任職中共中央副主席、中华人民共和国国务院第一副總理、中共中央軍委副主席和中國人民解放軍總參謀長（“三副一長”）。 其后，周恩来病重住院，邓小平在毛泽东的支持下，开始主持中共中央和国务院的日常工作。 根据毛泽东「要安定团结、把国民经济搞上去」的指示，邓小平做了不少整顿工作。

## 评价
《关于建国以来党的若干历史问题的决议》：“1975年，周恩来同志病重，邓小平同志在毛泽东同志支持下主持中央日常工作，召开了军委扩大会议和解决工业、农业、交通、科技等方面问题的一系列重要会议，着手对许多方面的工作进行整顿，使形势有了明显好转。”